# Morelotia gahniiformis
Morelotia gahniiformis är en halvgräsart som beskrevs av Charles Gaudichaud-Beaupré. Morelotia gahniiformis ingår i släktet Morelotia och familjen halvgräs.
Artens utbredningsområde är Hawaii. Inga underarter finns listade i Catalogue of Life.

## Bildgalleri

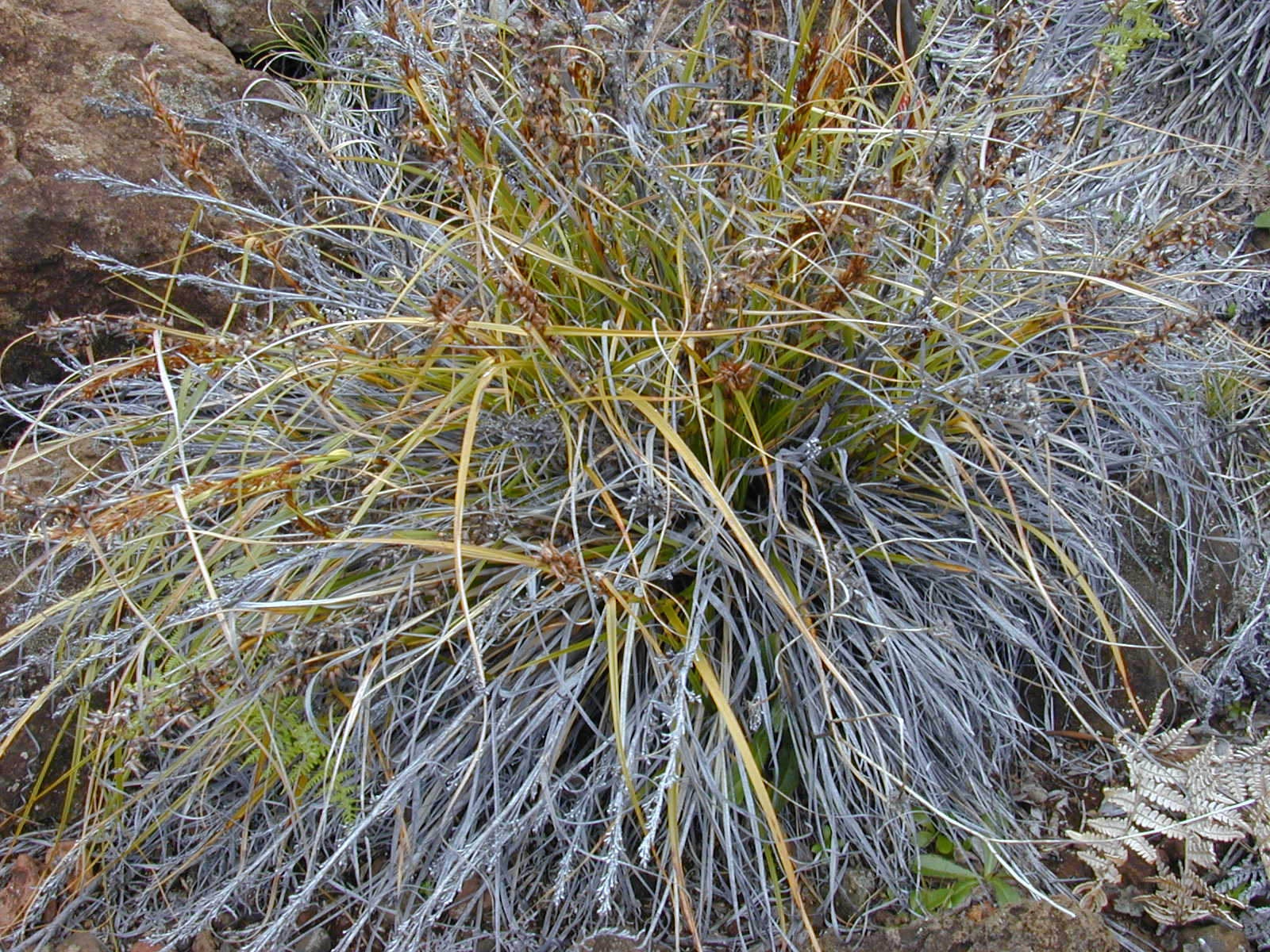
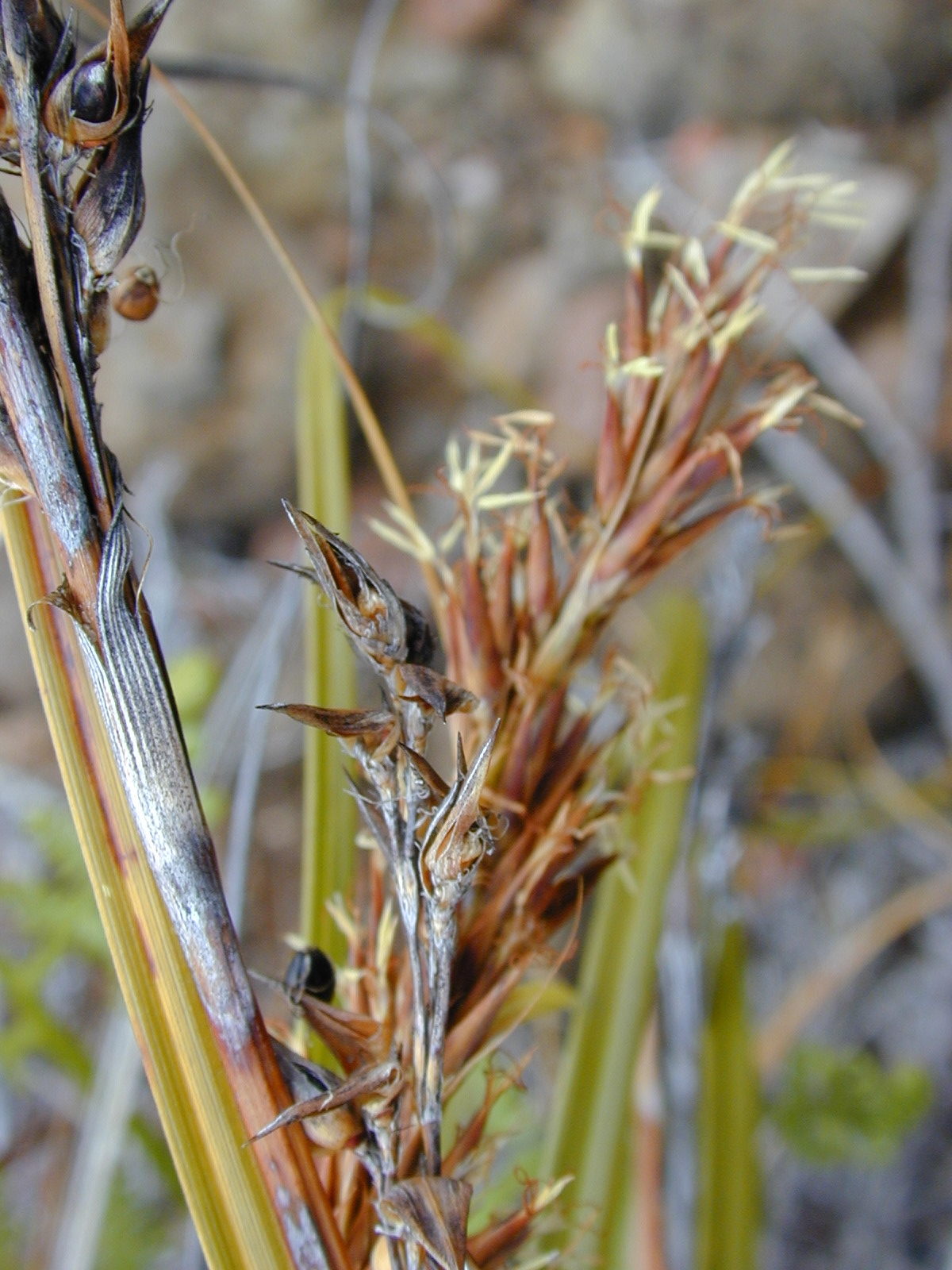
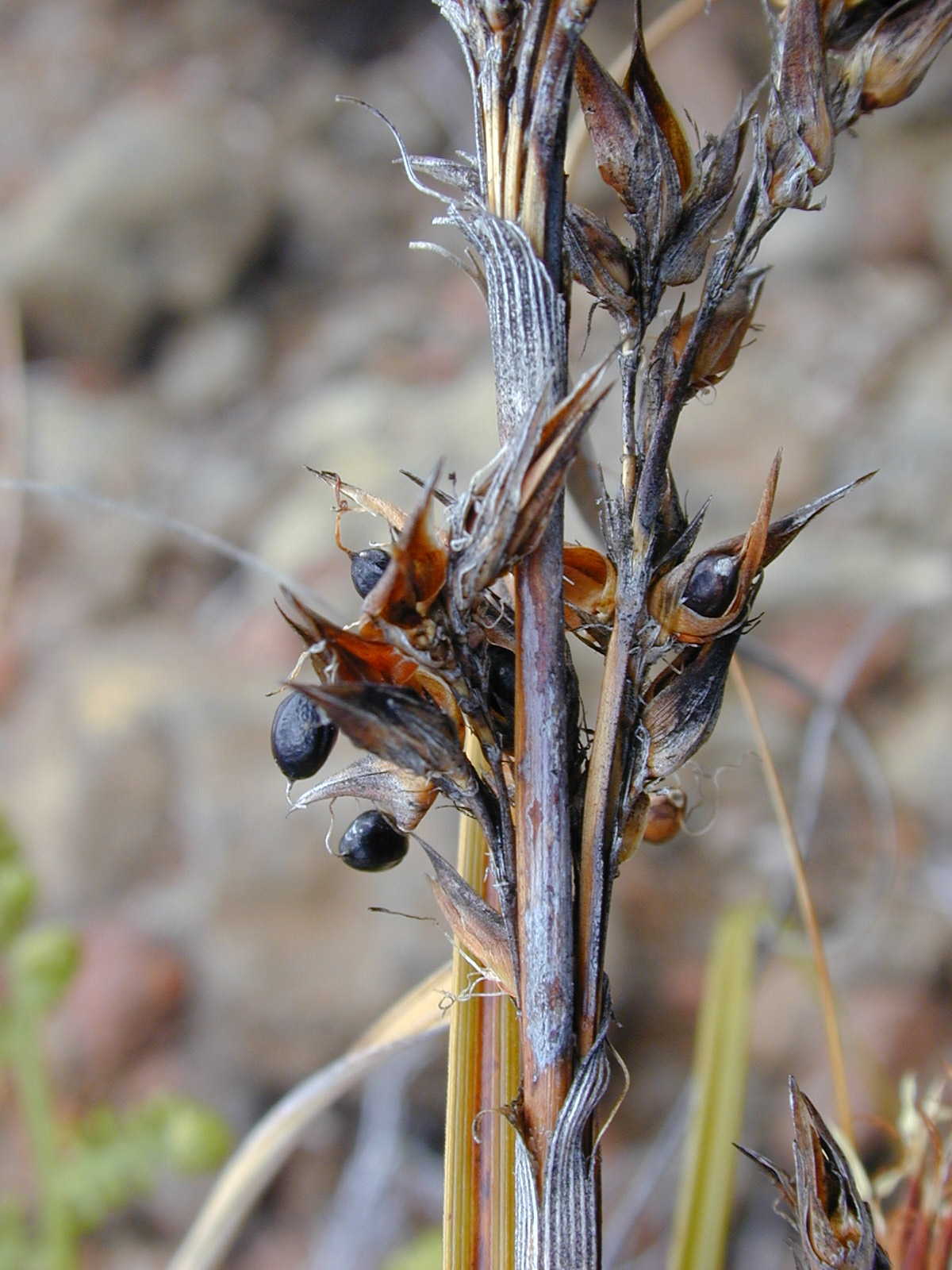
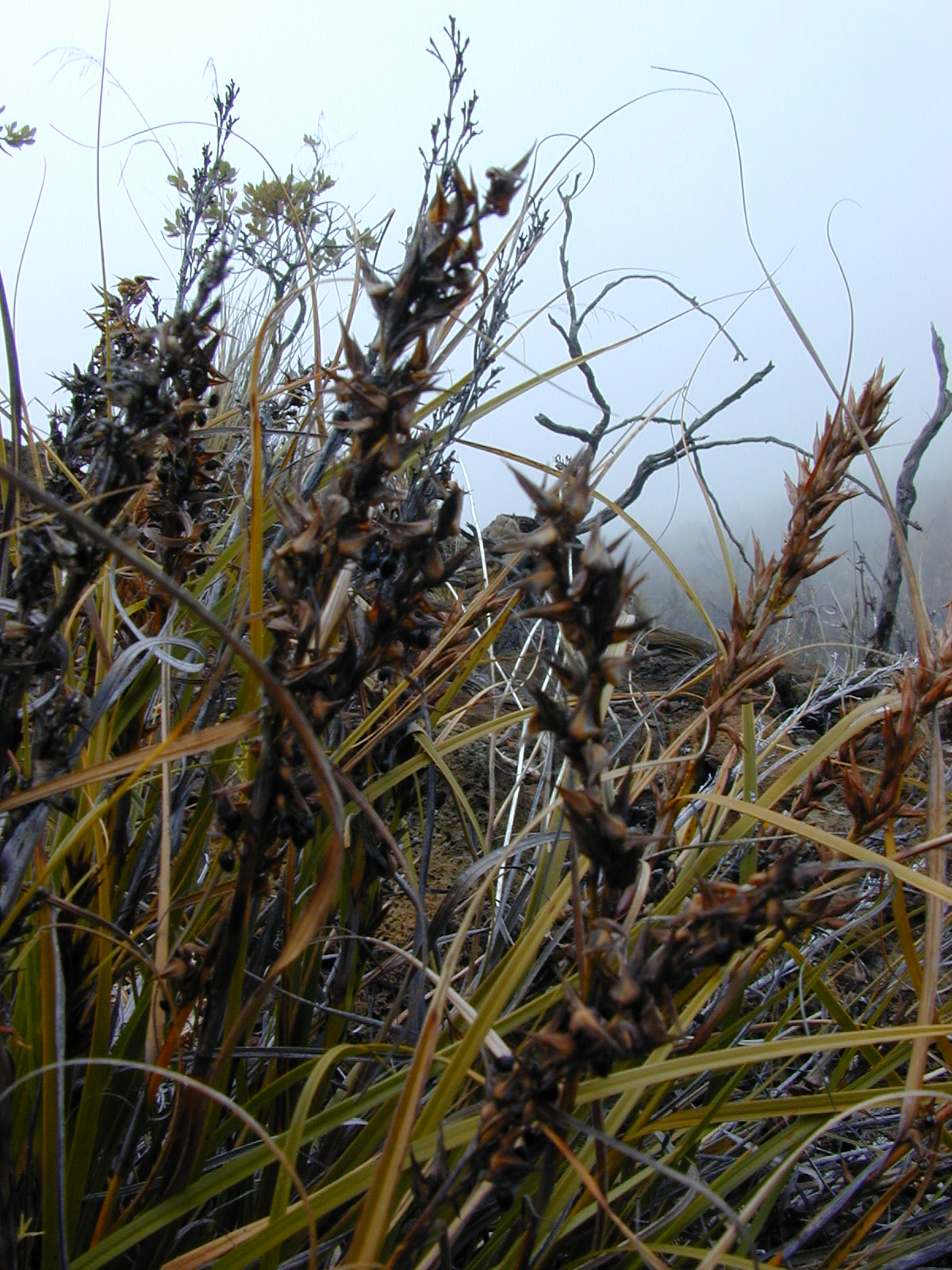